# Tim Christensen
Tim Christensen (Espergærde, 2 juli 1974) is een Deense singer-songwriter en multi-instrumentalist. Hij is zowel bekend als de zanger, gitarist en songwriter van de populaire Deense alternatieve rockband Dizzy Mizz Lizzy (1988–1998, 2010, 2014–huidig) en om zijn solocarrière. Sinds 2014 wijdt hij zich weer voornamelijk Dizzy Mizz Lizzy toe.
Als soloartiest heeft Christensen vier studioalbums, twee ep's en twee live-dvd's uitgebracht, dat getypeerd kan worden als rockmuziek, aangevuld met harmonieën uit folkmuziek en popmuziek. Tot zijn grootste muzikale voorbeelden tellen The Beatles, Led Zeppelin, Nick Drake, Neil Young, Paul McCartney, The Zombies, Cheap Trick, XTC, Crowded House, Jellyfish en Elliott Smith.

## Levensloop

### Bands (1982–1998)
Al op twee- of driejarige leeftijd was Christensen buitengewoon geïnteresseerd in de verzameling lp's die zijn vader van The Beatles had. Toen hij zes jaar oud was kwamen er vanwege de dood van John Lennon veel Beatles-programma's op tv en doordat hij onder de indruk raakte van hun spel begon hij op zijn vaders akoestische gitaar te spelen. Gitaarspelen voelde bij hem natuurlijk aan en hij wilde alles het liefst zelf uitvogelen in plaats van op les te gaan en stomme kinderliedjes te oefenen. Christensens familie was niet erg vermogend, maar toen Christensen acht jaar oud was, ontving zijn vader een geldbedrag waarvan Christensen mocht bepalen wat ermee gedaan werd: een zwembad in de achtertuin of op vakantie naar Liverpool waar Lennon vandaan kwam en naar Londen waar de Abbey Road Studios zich bevinden. Christensen koos voor het tweede en dit was de enige keer dat hij naar zijn weten met zijn familie op vakantie is geweest. Op diezelfde leeftijd zat hij ook in een kinderrockband die op scholen optrad en begon hij met het schrijven van eigen nummers.
In 1982 richtte Christensen zijn eigen band Crep op. Zij brachten in 1985 een opname met 3 nummers uit getiteld En aften i fredagscafeen (Een avond in het Vrijdag Café) en hebben een demo met 4 nummers opgenomen. De band ging in 1987 uit elkaar en in 1988 vormde Christensen met een klasgenoot en een drummer die hen via een vriend werd aangeraden de band Dizzy Mizz Lizzy op. Aanvankelijk speelden zij glamrock, maar de muziek van Nirvana inspireerde hun om powerrock te spelen. In 1993 won het trio de grootste talentenjacht voor rockmuziek in Nederland en kregen zij een contract aangeboden bij EMI-Medley. Hun debuutalbum Dizzy Mizz Lizzy kwam uit in 1994, werd ruim 250,000 keer verkocht in Denemarken en 100,000 keer in Japan. De band toerde door Denemarken, Europa en Japan, bracht het album Rotator uit in 1996 gevolgd door nog een tournee, voordat zij in 1998 uit elkaar gingen wegens uitputting.

### Secrets on Parade(1998–2003)
Kort nadat Dizzy Mizz Lizzy stopte, begon Christensen muziek te schrijven voor een nieuw op te richten band, wat uitmondde in een solocarrière. Diverse nummers voor zijn eerste cd waren oorspronkelijk bedoeld voor het derde album van Dizzy Mizz Lizzy, die nooit is uitgebracht. Grootste inspiratie voor de teksten waren het einde van Dizzy Mizz Lizzy en het op de klippen lopen van zijn relatie met Pernille Rosendahl, de leadzangeres van Swan Lee. Op het Roskilde Festival van 1998 speelde Christensen drie nummers van de band Kashmir mee op mellotron en speelde hij eveneens Mellotron en Wurlitzer in op hun album The Good Life uit 1999. Christensen speelde als solo-act op het Roskilde Festival in 1999, 2001, 2004 (zijn 30e verjaardag) en 2009. In 2010, trad hij er op met Dizzy Mizz Lizzy, net als in 1993 tot en met 1996.
In 1999 stelde Christensen een band samen om zijn eerste soloalbum Secrets on Parade op te nemen. Deze band bestond uit Lars Skjærbæk van de band Inside the Whale op gitaar, keyboard en mellotron, Nicolai Munch-Hansen op basgitaar en Laust Sonne op drums. Het album werd in het najaar van 2000 uitgebracht. De single Love is a Matter of... werd een hit. Het nummer "21st Century High" verscheen op de soundtrack van de Deense film Flickering Lights uit 2000. Nadat de opnames voltooid waren, werd Sonne gevraagd drummer te worden in de Deense hardrockformatie D-A-D, waarna Christensen via een vacature in het Deense muziekblad GAFFA drummer Olaf Olsen betrok. De band ging op tournee en de formatie bleef hetzelfde tot 2005, behalve in de zomer van 2002 toen Johan Lei Gellet tijdelijk inviel voor Olsen als drummer.

### HoneyburstenAbbey Road(2003–2008)
Op 1 september 2003 bracht Tim Christensen zijn tweede album uit, getiteld Honeyburst, waarvan ruim 130,000 exemplaren werden verkocht. Op dit album speelt hij bijna alle instrumenten zelf in; slechts op enkele nummers speelt Nicolai Munch-Hansen op de basgitaar en Olaf Olsen of Laust Sonne op de drums. Hij ging op tournee, waarvan de meeste optredens plaatsvonden in Denemarken, maar begin november 2003 werden onder meer Paradiso, EKKO en Rotown aangedaan en het jaar daarop onder andere het Burgerweeshuis. Het laatste optreden van de Honeyburst-tour vond plaats in september 2004 in de fameuze Abbey Road Studios in Londen. Dit concert werd uitgebracht op dvd/dubbel-cd en dubbel-lp als Live at Abbey Road en bevatte tevens de documentaire "Tim Christensen: From Roskilde to Abbey Road".
In 2003 rommelde het bij EMI-Medley. Enkele sleutelfiguren zouden mogelijk voor zichzelf beginnen met het label Copenhagen Records om hun artiesten meer artistieke vrijheid te geven. De geruchten bleken waar en toen zijn contract verliep, vertrok Christensen bij EMI in 2005 om zich bij Copenhagen Records aan te sluiten, omdat de mensen met wie hij bij EMI werkte vervangen waren door mensen die hij niet kende. Toen echter zijn oude vriend en producent Nick Foss samen met zijn andere oud-collega van EMI Mik Christensen het label Mermaid Records opstartte, ging Christensen met hen mee, voorafgaand aan het uitbrengen van zijn derde studioalbum Superior in 2008. Het label is deels in handen van Sony Music Denmark.
In 2004 schreef Christensen onder het pseudoniem Charlie Dinsdale het nummer "Haunted Honeymoon" met de Deense artiest Gunnar Mikkelsen. Dat Christensen achter dit pseudoniem schuilt is nooit officieel bevestigd, maar hij werd wel erkend als schrijver van het lied toen DI-RECT voor het live-album Live & Acoustic (2008) het lied "I Forget Your Name" opnam en uitbracht als single die in Nederland niet is aangeslagen. Het nummer is door Christensen zelf tot op heden nooit op cd uitgebracht. Charlie Dinsdale dook eerder al eens op als medecomponist van het lied "Lille Søster" op het album Søs (2000) van de Deense singer-songwriter en gitariste Søs Fenger.
De liveband van Christensen is sinds de formatie slechts een keer gewijzigd in 2005, toen Olaf Olsen zich ging richten op de band BigBang en Nicolai Munch-Hansen samen met zijn vrouw Kira Skov de band Kira and the Ghost Riders begon. Lars Skjærbæk bleef aan als Christensens gitarist en achtergrondzanger. De nieuwe bandleden zijn toetsenist Christoffer Møller, bassist en achtergrondzanger Søren Koch die tevens met Skjærbæk in de band Boat Man Love speelt, en drummer Jesper Lind.
Op 16 augustus 2006 speelde Christensen een eenmalig optreden van 5 nummers met Dizzy Mizz Lizzy tijdens het benefietconcert Brandalarm.

### SuperiorenDizzy Mizz Lizzy-reünie (2008–huidig)

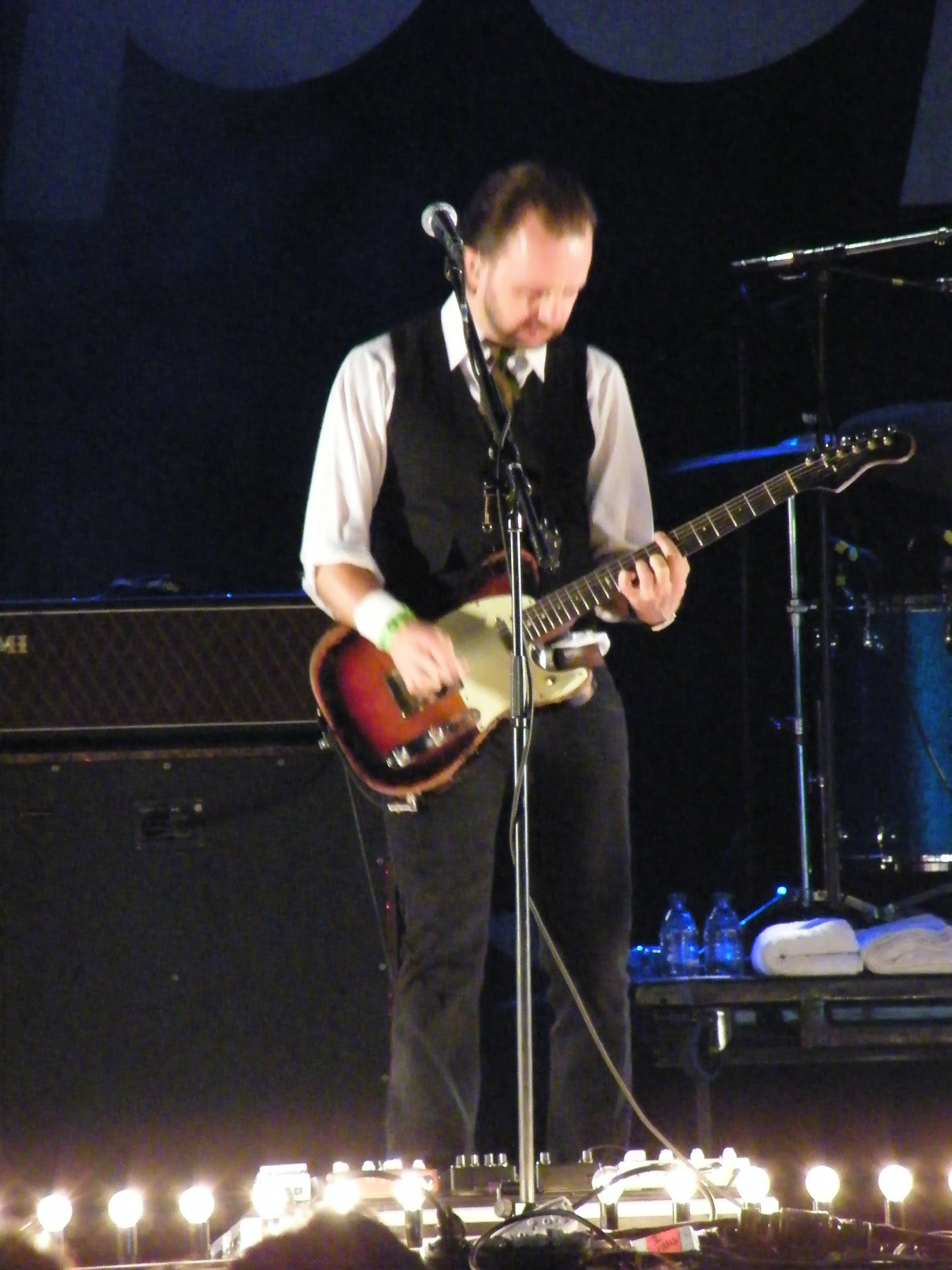
Tim Christensen op Bospop 2009.

In 2008 bracht Tim Christensen zijn derde album, Superior, uit. Net als bij zijn vorige album speelde hij vrijwel alle instrumentpartijen zelf in en experimenteerde hij met diverse niet-alledaagse instrumenten zoals de baritongitaar en de dulcimer. Olaf Olsen en Laust Sonne speelden op enkele nummers drums. Rond deze tijd schreef hij samen met Mads Langer ook het nummer "Say No More" en op 28 februari 2009 trad hij op met de Deense indie rockband Figurines in het tv-programma DR2 Backstager. Begin 2009 maakte hij opnieuw een solotournee, met onder meer een optreden op 25 maart 2009 in de Harmonie in Bonn voor het programma Rockpalast van de WDR. Op 11 juli 2009 stond hij op Bospop in Weert, van 2 t/m 6 december 2009 deed hij in een minitour Vera, Rotown, Tivoli de Helling, Hedon en De Bosuil aan en trad hij zonder band akoestisch op bij That's Live. Op 24 april 2010 speelde Christensen zijn pianoballade Wonder of Wonders in het programma X De Leeuw van Paul de Leeuw, daarbij begeleid door een Nederlandse strijksectie.
Van 18 maart tot 29 september 2010 ging Christensen op een uitgebreide reünietour door Denemarken en Japan met Dizzy Mizz Lizzy. Tijdens de twee laatste concerten in Japan op 28 en 29 september nam Christensen de akoestische gitaar ter hand en speelde twee van zijn solonummers, "Love is a Matter Of..." en "Surfing the Surface". Mogelijk is dit een vooruitblik op toekomstige solo-optredens in Japan. Na afloop van deze tour was hij op 10 oktober 2010 de afsluitende act tijdens de prijsuitreiking van de Ken Gudman Prisen, die dit jaar aan Christensens vaste gitarist Lars Skjærbæk werd uitgereikt. Hier speelde hij de nummers "Surfing the Surface", "Tell Me What You Really Want", "Jump The Gun", "Isolation Here I Come", "Superior" en "Whispering at the Top of my Lungs. De enige solo-optredens van Christensen in 2010 met een volledige set vonden plaats in Nederland, toen hij van 4 t/m 7 november 2010 optrad in de Effenaar, de Melkweg - Sugar Factory, Paard van Troje en Tivoli de Helling, waarvoor hij de Inner Ear Media Award voor Beste Live Show 2010 heeft gewonnen. Hierna keerde hij terug naar Denemarken om op 8 november de officiële première van de documentaire Lost Inside a Dream over zijn oude band Dizzy Mizz Lizzy bij te wonen op het Internationale Documentairefestival van Kopenhagen (CPH:DOX), alwaar het de Politiken Publikumspris (publieksprijs) won.
Op 12 november 2010 bracht EMI de compilatiealbums Big-5: Tim Christensen en Big-5: Dizzy Mizz Lizzy uit. De albums maken onderdeel uit van de Big-5 reeks, waarop EMI de vijf beste nummers van elke artiest bundelt. Christensen heeft de gitaarpartijen ingespeeld van enkele nummers op Talisman (2011, Playground Music), het tweede album van Heidi Svelmøe Herløw, waaronder op de single "Angerholic" dat op 29 november 2010 uitkwam en het lied "Shame on Us" waarop Christensen een duet met haar zingt en gitaarspeelt. Eerder zong zij Christensens hit "Whispering at the Top of my Lungs" in de eerste liveshow van de Deense X Factor.
Tussen 14 en 24 juli 2011 zal Christensen optreden tijdens Grøn Koncert, een rondreizend muziekfestival. Eerder deed hij hieraan mee in 2002, 2005 en 2009. In de herfst van 2011 zal Christensen als mentor bijdragen aan het DR-project Dr.dk/Sanskriver, dat als doel heeft kinderen en tieners aan te moedigen meer te gaan zingen. In zijn mentorrol zal hij feedback geven op liedjes die geüpload zijn naar de website van het project.

### Tim Christensen and The Damn Crystals (2011)
Tussen 28 januari en 11 februari 2011 heeft Christensen de eerste zeven nummers van zijn nieuwe album opgenomen in de STC Studios in Kopenhagen. Het album wordt "merkbaar minder rustig dan Superior". In tegenstelling tot zijn vorige soloalbums zijn alle nummers met de leden van zijn liveband opgenomen, en zijn de nummers opgenomen en gemixt door Frank Birch Pontoppidan. Gedurende het eerste weekend van de opnames besloten jazzlegendes Scott Hamilton en Jesper Thilo samen een album op te nemen in de STC Studios, maar aangezien de A-Studio gereserveerd was voor Christensen en zijn band moesten zij uitwijken naar de B-Studio.
Het album is uitgebracht op 25 november 2011. Hier staat ook de ballade Never Be One op, die hij op 16 september 2009 speelde in Lille VEGA in Kopenhagen en op 12 november 2009 bij That's Live (BNN). In totaal werden 12 nummers overwogen voor het album. "Caught in the Arms of..."is overwogen maar heeft de uiteindelijke selectie niet gehaald. Een akoestische versie van dit nummer kan op meerdere momenten in de documentaire "Tim Christensen: From Roskilde to Abbey Road" gehoord worden en veel fans hebben verzocht om een studio-opname. Christensen heeft dit nummer wel volledig gespeeld in een video op Facebook.

## Uitrusting

### Versterkers
Christensen gebruikt twee Vox AC30-versterkers uit de jaren 60 in combinatie met Marshall 4x12 G1275 luidsprekers die hij van zijn ouders kreeg toen hij 18 werd.

### Gitaren
Christensen speelt onder meer op een 1974 Gibson Hummingbird, een oude Fender Telecaster met sunburst-afwerking, een witte Fender Stratocaster, een rode Gibson ES-330, een dieprode Gibson ES-125 en drie Rickenbacker 480 gitaren uit 1973 en 1974 in wit of zwart. Hij speelt ook op gitaren van Henning Hansen en liet in 2008 een versleten rode Fender Telecaster door hem reviseren. In zijn woonkamer staat een Höfner basgitaar.
Op 28 januari 2010 bood Christensen zijn gepersonaliseerde witte Fender Stratocaster aan voor een veiling in het kader van de Danmarks Indsamling 2010 benefietactie, wat 26.000 kr opleverde (ongeveer €3.500). De gitaar is nog in gebruik geweest tijdens de reünietour van Dizzy Mizz Lizzy in 2010, voordat de koper hem in ontvangst kon nemen.
Op 18 januari 2011 kondigde Christensen via zijn Facebook-fanpagina aan dat hij over een aantal weken 4 akoestische en 4 elektrische gitaren zal verkopen via Musikhuset Aage Jensen. Het zullen voornamelijk antieke gitaren zijn in het hogere segment, waarvan er een in het topsegment zit. Er zal onder meer een Telecaster worden aangeboden die tijdens het Live at Abbey Road concert is gebruikt. Als reden noemt Christensen dat hij veel gitaren in zijn collectie heeft waar hij niet zo vaak meer op speelt als hij zou willen, en hij zoekt mensen die voor deze gitaren zullen zorgen op een manier die ze verdienen. De verwachte vraagprijs zal variëren tussen 8.000 en 26.000 kr (ongeveer € 1.100 – 3.350).

### Effectpedalen

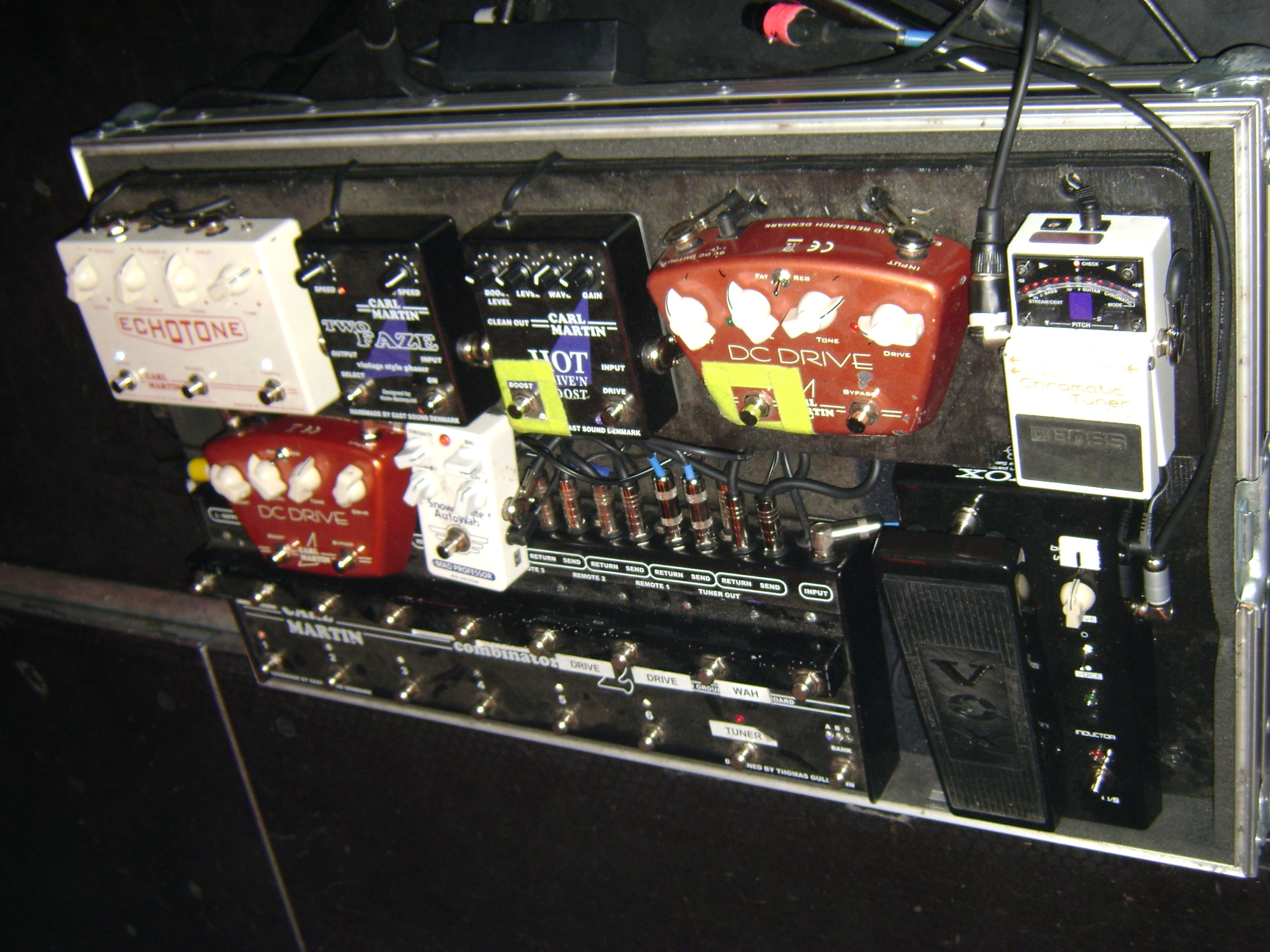
Tim Christensens effectpedalenbord in 2010.

Christensen gebruikt sinds 2008 een effectpedalenbord die hij heeft samengesteld met Peter Dorvil van de Deense fabrikant Carl Martin (zie foto, van links naar rechts, van achter naar voren):
- Carl Martin EchoTone
- Carl Martin Two Faze
- Carl Martin Hot Drive'n Boost (Mk. I)
- Carl Martin DC Drive (drive switch slightly open)
- Boss TU-2 Chromatic Tuner
- Carl Martin DC Drive (drive switch set to 0)
- Mad Professor Snow White AutoWah
- Carl Martin Combinator 2
- Vox Joe Satriani Big Bad Wah

Het voormalige effectpedalenbord van Christensen bevatte de volgende pedalen:
- Boss RV-5 Digital Reverb
- TC Electronic Vintage Distortion
- Boss BD-2 Blues Driver
- Boss OD-2 Turbo OverDrive
- Electro-Harmonix Small Stone phaser
- Boss TU-2 Chromatic Tuner
- TC Electronic G-System (effects-managementsysteem)
- Vox wah-pedaal

In februari 2009 bouwde Skrydstrup op zijn verzoek een gepersonaliseerde kanaalversterker en samen met Rasmus Meyer van Carl Martin vervaardigde Christensen zijn persoonlijke Dizzy Drive met regelknoppen voor volume, toonhoogte, de hoeveelheid distortion en edge (aanzet in specifieke lage en middentonen). Het is geproduceerd in een oplage van 250 pedalen en is sinds 16 mei 2010 te koop. Christensen gebruikte dit pedaal tijdens de reünietour van Dizzy Mizz Lizzy, waarin zijn effectpedalenbord er als volgt uitzag;
- Boss DD-20 Giga Delay
- Boss RC-2 Loop Station
- Carl Martin Dizzy Drive
- Vox Joe Satriani Big Bad Wah
- Boss TU-2 Chromatic Tuner

Gitarist Lars Skjærbæk werkt met versterkers van Matchless, in het bijzonder de Matchless Chieftain. Zijn huidige effectpedalenbord is als volgt samengesteld:
- Boss DD-20 Giga Delay
- Electro Harmonix Deluxe Memory Man (loop pedal)
- Carl Martin Two Faze
- Mad Professor Little Green Wonder (overdrive)
- Carl Martin Combinator 2
- Boss TU-2 Chromatic Tuner
- Keeley Katana (booster)
- Frantone Brooklyn (overdrive)
- Vox wah

## Persoonlijk leven
Christensen omschrijft zichzelf als een control freak, een perfectionist en een avondmens. Hij wil geen beroemdheid zijn, maar ziet liever dat zijn muziek alom gewaardeerd wordt. Hij stelt zich naar zijn fans zeer toegankelijk en vriendelijk op.
Christensen heeft relaties gehad met zangeres Pernille Rosendahl, Deens topmodel en actrice Cecilie Thomsen en de zangeres en haarstyliste Michelle Djarling. Momenteel is hij vrijgezel. Thomsen heeft meegespeeld in de muziekvideo van de single Superior uit 2008. Hij schreef haar het lied "Song for Shelly", waarna het stel korte tijd herenigd is geweest.
Sinds 2004 woont Christensen in een appartement in Frederiksberg, dat bestaat uit twee verdiepingen en een zolderruimte. In zijn woonkamer staat een vleugel van Yamaha, een basgitaar van Höfner wat ook Paul McCartneys favoriete instrument is, en een Gibson J-50 gitaar.
Zijn vader, Dan Christensen, is een zelfstandige grafisch ontwerper. Hij heeft het ontwerp gemaakt voor The Best of Dizzy Mizz Lizzy (2002) en de bonus-cd Live in Aarhus '96. Samen met Christensen ontwierp hij de hoes van Secrets on Parade; de hoes van Honeyburst is gebaseerd op een collage die hij in 1966 heeft gemaakt en door hem samen met Christensen is bewerkt, en de hoes van Superior is gebaseerd op een foto die hij in 1979 van zijn zoon genomen heeft.
Christensen is een groot fan van The Beatles en omschrijft de Beatles-collectie voor hem als een soort bijbel dat een fundament lag voor zijn eigen muziek. Het tweede Dizzy Mizz Lizzy album Rotator uit 1996 werd vanwege Christensens voorliefde voor The Beatles opgenomen in de Abbey Road Studios.(da)  Dit album bevat ook het nummer "11:07 PM", dat over de moord op en nalatenschap van John Lennon gaat. Op 3 september 2004 hield hij ook de laatste show van de Honeyburst tour in deze studio's, dat werd opgenomen en uitgebracht op dvd en dubbel-cd onder de naam Live at Abbey Road Studios. Het lied "Wonder of Wonders" op het album Superior gaat over hoe Christensen met zijn mond vol tanden stond toen hij Paul McCartney ontmoette. Zijn voorliefde voor de jaren 60 en 70 is terug te vinden in vele aspecten van zijn leven; hij speelt op antieke gitaren, rijdt in een Ford Mustang uit de jaren 60 en is een fervent verzamelaar van langspeelplaten, waarvan er vele zijn ingelijst en de muren in zijn appartement decoreren. Om deze zelfde reden worden al zijn albums ook op vinyl uitgebracht.

## Discografie
Zie ook discografie Dizzy Mizz Lizzy.

### Albums
| Album met eventuele hitnotering(en) in de Nederlandse Album Top 100 | Datum van verschijnen | Datum van binnenkomst | Hoogste positie | Aantal weken | Opmerkingen           |
| ------------------------------------------------------------------- | --------------------- | --------------------- | --------------- | ------------ | --------------------- |
| Secrets on parade                                                   | 05-10-2000            | -                     |                 |              |                       |
| Honeyburst                                                          | 01-09-2003            | -                     |                 |              |                       |
| Live at Abbey Road Studios                                          | 04-11-2004            | -                     |                 |              |                       |
| Superior                                                            | 24-11-2008            | -                     |                 |              |                       |
| Big-5: Tim Christensen                                              | 2010                  | -                     |                 |              | ep                    |
| Tim Christensen and The Damn Crystals                               | 25-11-2011            | 07-04-2012            | 69              | 2            | met The Damn Crystals |

### Singles
| Single met eventuele hitnotering(en) in de Nederlandse Top 40            | Datum van verschijnen | Datum van binnenkomst | Hoogste positie | Aantal weken | Opmerkingen                 |
| ------------------------------------------------------------------------ | --------------------- | --------------------- | --------------- | ------------ | --------------------------- |
| Get the fuck out of my mind                                              | 2000                  | -                     |                 |              | promo                       |
| 21st Century high                                                        | 2000                  | -                     |                 |              |                             |
| Love is a matter of...                                                   | 2001                  | -                     |                 |              | promo                       |
| Love is a matter of... / Misty mono / Get the fuck out of my mind (live) | 2001                  | -                     |                 |              |                             |
| Watery eyes                                                              | 2000                  | -                     |                 |              | promo                       |
| King's garden / Prime time                                               | 2001                  | -                     |                 |              |                             |
| Right next to the right one                                              | 2002                  | -                     |                 |              | promo                       |
| Whispering at the top of my lungs                                        | 2003                  | -                     |                 |              | promo                       |
| How far you go                                                           | 2004                  | -                     |                 |              | promo                       |
| Jump the gun                                                             | 2004                  | -                     |                 |              | promo                       |
| Surfing the surface                                                      | 2004                  | -                     |                 |              | promo                       |
| Superior                                                                 | 2008                  | -                     |                 |              | Nr. 99 in de Single Top 100 |
| Hard to make you mine                                                    | 2000                  | -                     |                 |              |                             |
| India                                                                    | 2009                  | -                     |                 |              |                             |
| Tell me what you really want                                             | 2009                  | -                     |                 |              |                             |
| Surprise me                                                              | 2011                  | -                     |                 |              | met The Damn Crystals       |

### Covers door andere artiesten
- Will Young heeft voor Friday's Child (2003) het nummer "Love is a Matter of..." opgenomen als "Love is a Matter of Distance".[62]
- Mei Chi Chiang heeft "Right Next to the Right One" van het album Honeyburst in het Chinees opgenomen voor haar album Beautiful But Lonely (2004). Het heet "Ni Bu Gong Ping" ("Oneerlijk tegenover jou").[63]
- Een Italiaanse versie van "Right Next To The Right One" genaamd "Giorni d'estate" ("Zomerdagen") is opgenomen voor Dolcenera's vierde album Dolcenera nel paese delle meraviglie ("Dolcenera in Wonderland").[64]
- Céline Dion zingt op haar album Taking Chances (2007) het lied "Right Next to the Right One".[62] Producer Christopher Neil verzocht Christensen om de gitaarpartij in te spelen om de atmosfeer van het lied te behouden, maar uiteindelijk werd de hele band door hem opgenomen. Céline zong het lied later in.[16]